# Lycaeides bellofontanensis
Lycaeides bellofontanensis är en fjärilsart som beskrevs av Henry Stempffer 1928. Lycaeides bellofontanensis ingår i släktet Lycaeides och familjen juvelvingar. Inga underarter finns listade i Catalogue of Life.